# Neve (Ridens)
Neve (Ridens) è il quarto album di studio del cantautore italiano Marco Parente.

## Il disco
Anticipato a maggio dal singolo Il posto delle fragole, Neve (Ridens) esce per Mescal il 23 settembre 2005.
Il progetto "Neve Ridens" consta in due album pubblicati a pochi mesi di distanza, diversi tra loro eppure accomunati dal titolo nonché speculari: Neve (Ridens), appunto, e il seguente (Neve) Ridens. La differenza è data dalle scelte musicali, mentre le similitudini provengono dalle bizzarre fonti di ispirazione: i fiocchi bianchi di neve che cadono durante l'inverno, il sorriso spontaneo che lascia intravedere i denti e il ghigno di una iena.

## Tracce
1. Wake Up – 4:32
2. Amore o governo – 4:20
3. Il posto delle fragole – 4:03
4. Un tempio – 6:16
5. Lampi sul petto – 4:22
6. Io aeroporto – 4:22
7. Colpo di specchio – 4:14
8. Trilogia del sorriso animale: III sorriso – 2:14

## Formazione

### Musicisti
- Marco Parente: voce, chitarra, mellotron, batterie, percussioni
- Alessandro "Asso" Stefana: chitarre, armonica, mellotron, banjo, percussioni, piano
- Enrico Gabrielli: fiati, pianoforti, glockenspiel, vibrafono, honky tonk, mellotron
- Enzo Cimino: batteria di custodie, gamelan preparato
- Giovanni Dall'Orto: basso, groove box

### Crediti
- Testi e musiche: Marco Parente
- Registrato e mixato da Giacomo Fiorenza all'Alpha Dept Studio di Bologna
- Voci registrate al Perpetuum Mobile di Nave (BS) da Alessandro "Asso" Stefana